# История почты и почтовых марок Доминики
История почты и почтовых марок Доминики описывает развитие почтовой связи на территории Доминики, островного государства в Вест-Индии в Карибском море со столицей в Розо. Собственные почтовые марки эмитируются здесь с 1874 года. Доминика входит в число стран — участниц Всемирного почтового союза (ВПС; с 1980), а его национальным почтовым оператором является General Post Office.

## Развитие почты
Первоначально история почты на Доминике связана с французским присутствием, однако реально почтовое дело получило здесь своё развитие начиная с 1761 года, когда было установлено британское правление. Известно, что доставка международной корреспонденции на Доминике начала осуществляться в XVIII веке с помощью парусных судов. Британское пакетботное агентство работало на острове примерно с 1778 года (дата самого первого известного использования почтового штемпеля).
В период непосредственной колониальной зависимости от Великобритании в 1833—1871 годах происходили дальнейшие изменения в почтовом обслуживании на Доминике. Так, в 1845 году Главное почтовое управление в Лондоне открыло отделение в Розо, которое сменило пакетботное агентство и где использовался почтовый штемпель с надписью англ. «Paid at Dominica» («Оплачено на Доминике»).
Сама почтовая служба была фактически организована Энтони Троллопом (Anthony Trollope) в 1856 году. Первыми поступившими в обращение почтовыми марками стали почтовые марки Великобритании, и произошло это примерно в 1858 году. Английские марки употреблялись до 1 мая 1860 года и гасились номерным штемпелем с текстом «А07». После этого почта на острове перешла в ведение местной колониальной администрации, которая применяла собственные резиновые почтовые штемпели.
В 1871—1940 годах Доминика была округом колонии Британские Подветренные острова. К 1906 году почтовые отправления доставлялись на остров на борту пароходов. По территории острова почтовые отправления в те времена перевозились конными полицейскими, и лишь в 1930-х годах появились первые почтальоны. По причине отсутствия автодорог почту доставляли по крутым горным тропам, порой на дорогу уходило до трёх дней.
С 1940 года Доминика административно стала округом британской колонии Наветренные острова. К началу 1950-х годов доставка почтовых отправлений на Доминику осуществлялась гидросамолётом Grumman Goose немецкого производства.
31 января 1980 года независимая Доминика присоединилась к числу стран — участниц ВПС. В настоящее время за почтовое обслуживание на острове ответственно предприятие General Post Office. По состоянию на 2017 год, почтовые услуги оказывали 23 почтовых отделения, 12 почтовых агентств и 19 сельских советов.

## Выпуски почтовых марок

### Первые марки
4 мая 1874 года Доминика выпустила первые собственные почтовые марки. Это была серия марок номиналом в 1 пенни, 6 пенсов и 1 шиллинг. Рисунок марки представлял собой профиль королевы Виктории в овальной рамке с надписью «Dominica» Postage» («Доминика. Почтовый сбор») на полосе рамки.

### Последующие эмиссии
Такой же рисунок продолжал использоваться с дополнительными номиналами и изменениями в цвете и водяных знаках до 1888 года.
Среди провизориев заслуживают упоминания надпечатка нового номинала в полпенни на бисектах в 1882—1883 годах и надпечатки 1886 года.
31 октября 1890 года на смену маркам Доминики пришёл выпуск общих почтовых марок колонии Подветренные острова, но параллельно в 1903 году были возобновлены выпуски Доминики. Последние продолжались вплоть до 31 декабря 1939 года, когда остров был переведён в состав колонии Наветренные острова.
В классический период Доминика издала относительно немного почтовых марок, при этом рисунки одних марок были характерны только для Доминики, а других — были общими для британских колоний.
В 1935 году вышли первые коммеморативные марки Доминики.
В 1949 году Доминика ввела у себя вест-индский доллар, и первым выпуском с указанием номиналов в новой валюте стала памятная марка, посвящённая 75-летию Всемирного почтового союза в октябре этого же года:
После этого, в 1951 году, вышла новая серия из 15 пейзажных марок с портретом анфас короля Георга VI[≡][≡].
Пейзажная серия был перевыпущена в 1954 году с профилем королевы Елизаветы II, наряду с четырьмя дополнительными рисунками[≡].
Всего за первый 90-летний период (1874—1963) Доминикой было издано 178 почтовых марок. На оригинальных марках указывались следующие надписи: «Dominica» («Доминика»), «Postage» («Почтовый сбор»), «Postage & Revenue» («Почтовый и гербовый сбор»), «The West Indies Federation» («Вест-Индская Федерация»).
В 1969 году в обращении появился первый почтовый блок Доминики.
С ноября 1967 года по 1978 год, будучи ассоциированным государством, Доминика эмитировала почтовые марки преимущественно национальной тематики.

### Независимость
Обретению Доминикой независимости 3 ноября 1978 года был посвящён выпуск серии памятных марок и почтового блока, который представлял собой надпечатку англ. «Independence 3rd November 1978» («Независимость 3 ноября 1978») на стандартных марках.
Получив независимость, почтовая администрация Доминики эмитировала значительное количество почтовых марок на излюбленные у филателистов темы.

## Другие виды почтовых марок

### Военно-налоговые
В 1916—1920 годах для Доминики выпускались военно-налоговые марки. Это были марки с надпечаткой «War tax» («Военная надбавка»). Всего вышло шесть подобных марок.

### Почтово-гербовые
В период 1879—1880 годов в качестве почтовых на Доминике в обращении были фискальные марки. Насчитывается шесть таких почтово-гербовых марок.